# Megalithanlagen von Grundoldendorf
Die Megalithanlagen von Grundoldendorf (auch Bliedersdorf 1–4 genannt) liegen westlich des Ortes Grundoldendorf in der Gemeinde Apensen im Landkreis Stade. Sie stellen  in Niedersachsen ein allenfalls mit der Oldendorfer Totenstatt zu vergleichendes Ensemble dar. Die Anlagen tragen die Sprockhoff-Nummern 664 bis 667.

## Beschreibung

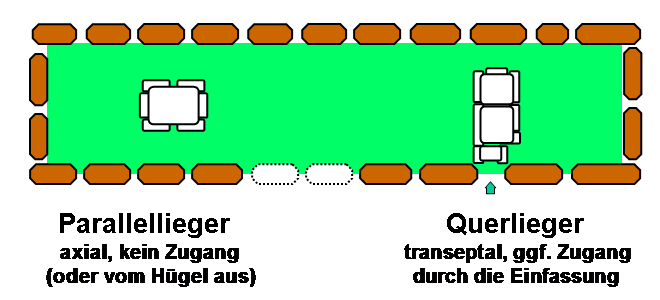
Querlieger wie in Grundoldendorf rechts – und Längslieger links

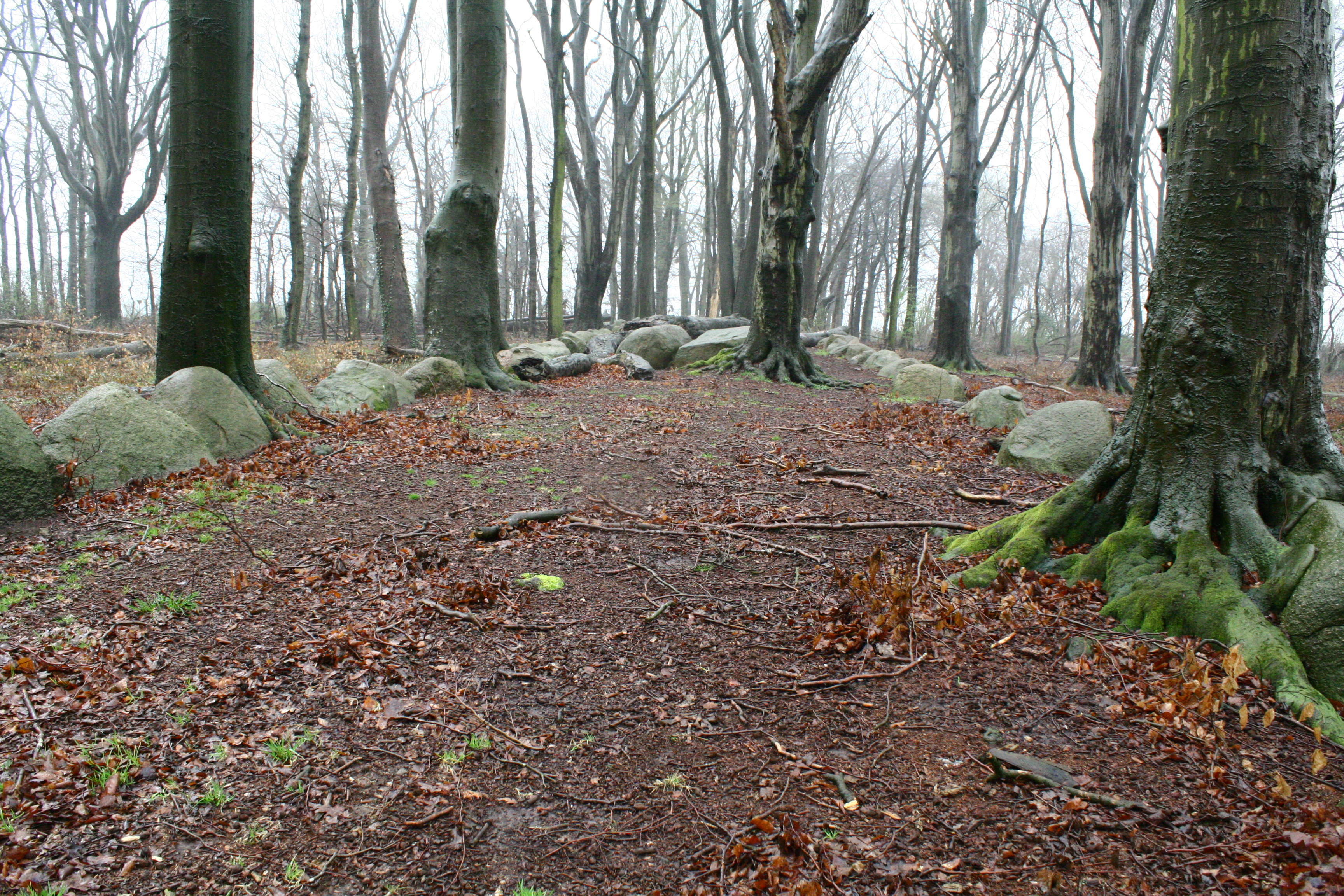
Grab 1

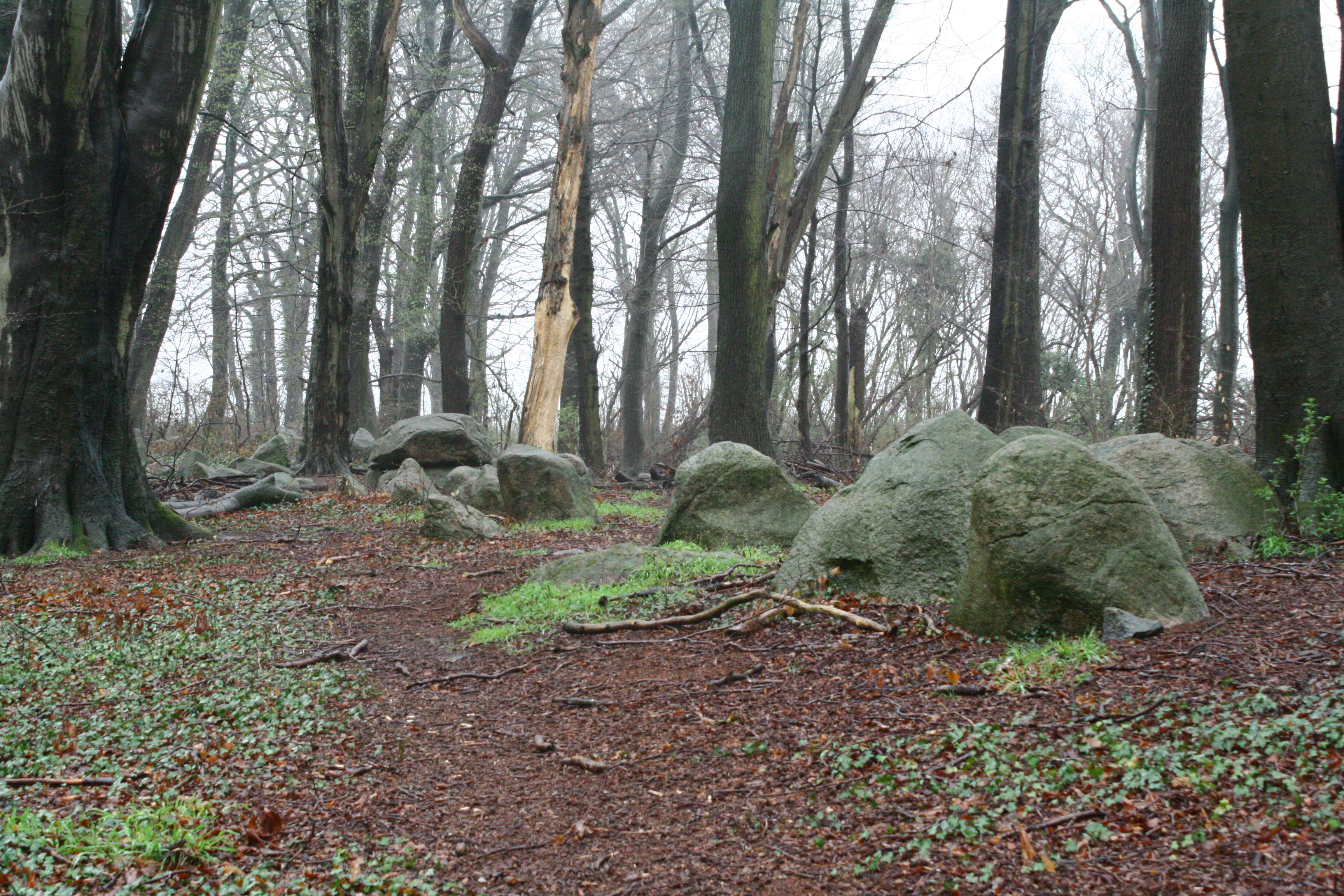
Grab 2

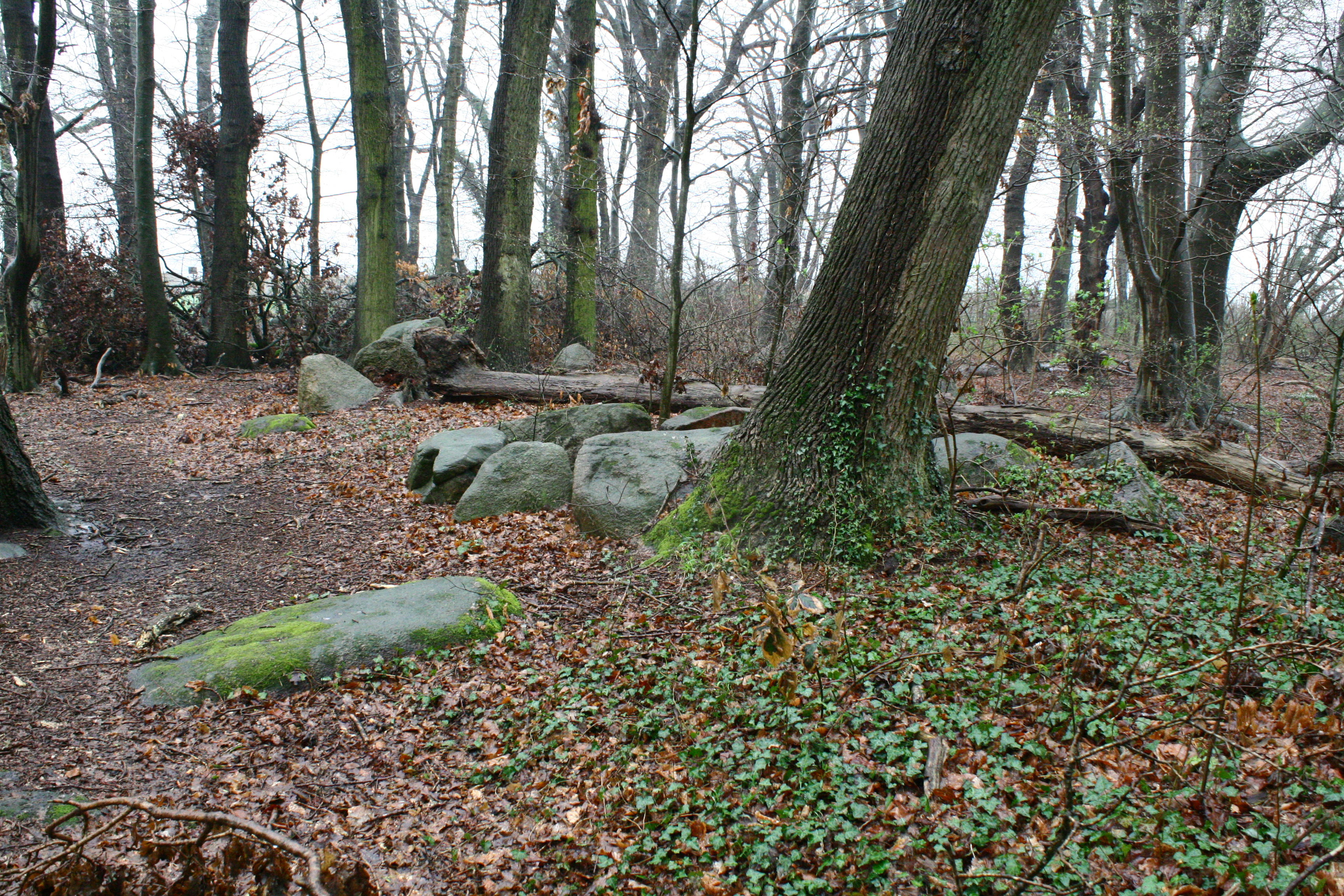
Grab 3

Der Komplex liegt in einem lichten Buchenhain und besteht aus vier großen Hünenbetten, die jeweils einen zur Längsachse quer gestellten erweiterten Dolmen enthalten. Ein fünftes Hünenbett war im 19. Jahrhundert noch präsent. Die Form ist sehr alt und hat entwicklungsgeschichtlich nur den längs gestellten, meist zugangslosen Urdolmen als Vorläufer.
Die vier Betten von mittlerer Länge befinden sich westlich des Dorfes, (Richtung Bliedersdorf) im Landschaftsschutzgebiet Im Dohrn. Ihre Einfassungen sind noch weitgehend komplett. Die erweiterten Dolmen hatten ursprünglich zwei Decksteine, die aber nur noch bei Kammer I und IV vorhanden sind. Von Kammer II fehlt einer und von Kammer III fehlen beide, so dass fünf von ursprünglich acht (oder neun) vorhanden sind. Bei der Anlage III deutet das Tragsteinmuster darauf, dass hier eventuell drei Decksteine aufgelegt waren. Die Betten I bis III liegen in einer Nordwest-Südost ausgerichteten Reihe, während Nr. 4 um 30 Meter parallel versetzt südöstlich daneben liegt. Die Dreierformation hat zusammen ca. 120 Meter Länge. Die Zugänge zu Kammer III und IV liegen im Nordosten die beiden anderen im Südwesten.
Die Anlage I ist mit 51 Meter die längste und auch am besten erhalten. 75 Findlinge bilden ihre Einfassung. Nur die Kammer in Bett I liegt auf die Bettlänge bezogen nahezu mittig. Die drei anderen sind mehr oder minder stark zu den Enden hin versetzt. Der Boden war mit einer Pflasterung aus rundlichen Geröllsteinen versehen und lag auf einer Ascheschicht, die eine Datierung auf 2845 v. Chr. (unkalibriert) ermöglichte. Die gefundenen Knochen und Beigaben sind Nachbestattungen und stammen aus der Bronzezeit. Einige Decksteine zeigen Schälchen. Bei der Grabung im Jahre 1905 fand Carl Schuchhardt innerhalb der Anlagen I und II Steinpflaster von etwa 2,5 Quadratmeter Ausdehnung ohne weitere Befunde. Kammer III barg einen Becher der Schnurkeramik und einen Tonlöffel.
Seit Sommer 2017 ist der Dohrn gesperrt, da mehrere der bis zu zweihundertfünfzig Jahre alten Buchen umzustürzen drohen. Die Bergung von bereits umgestürzten Buchen gestaltete sich aufwendig und kostspielig, da die Steingräber nicht in Mitleidenschaft gezogen werden durften.